# Kasteelberg Groede
De Kasteelberg is de naam van een vliedberg nabij Groede in de Nederlandse provincie Zeeland.
Deze vliedberg bevindt zich ruim 1 km ten zuiden van Groede, direct ten westen van de Scherpbierse Weg. De naam die aan deze vliedberg gegeven is, is onjuist, want er heeft nooit een kasteel op die plaats gestaan. De kunstmatige heuvel werd gebruikt om schapen en eventueel ander vee veilig te stellen bij hoogwater.
Tegenwoordig is de vliedberg eigendom van de stichting Het Zeeuwse Landschap, en ook is hij geklasseerd als rijksmonument.